# Akua Dansua
Akua Sena Dansua, née le 23 avril 1958, est une journaliste et femme politique ghanéenne. Elle a été députée, plusieurs fois ministre, puis ambassadrice du Ghana en Allemagne.

## Biographie
Akua Dansua est née en 1958 à Hohoe dans le district municipal d'Hohoe de la région de la Volta. Sa famille, originaire de Botoku, est également dans la région de la Volta. Elle commence ses études primaires à Kadjebi-Akan. Elle poursuit ses études secondaires à Ho, la capitale de la région de la Volta. Elle enchaîne ensuite avec une formation de journaliste à l'Institut ghanéen de journalisme à Accra. Puis elle étudie, en troisième cycle, la communication à l'université du Ghana à Legon. Elle acquiert également un master en gouvernance et leadership de l'Institut ghanéen de la gestion et de l'administration publique.
Elle devient assistante à la Commission électorale du Ghana entre 1979 et 1980. De 1983 à 1987, elle encadre une équipe de journalistes du périodique Nigerian Reporter. Elle a travaille ensuite au Weekly Spectator, journal d'Accra, en tant que journaliste, devenant par la suite rédactrice en chef. Elle occupe ce poste jusqu'à ce qu'elle se lance dans la politique. Elle sert également comme conseillère technique au Conseil national des femmes et du développement et en tant que consultante en médias au sein du Programme des Nations unies pour le développement (United Nations Development Programme, UNDP).
Akua Dansua est membre du Congrès national démocratique. Elle est nommée chef de l'exécutif du district de Kpando sous le gouvernement de Jerry Rawlings, qui dans les années 1990, rétablit le multipartisme et met en place la quatrième République du Ghana. Elle fait son entrée au parlement en 2001 en tant que députée de la circonscription du Nord Dayi. Elle est divorcée et mère de trois enfants. Elle devient ministre d’État en 2009, lorsqu'elle est nommée ministre de la Femme et de l'Enfance. Elle est par la suite la première femme ministre de la Jeunesse et des Sports, après un remaniement ministériel en janvier 2010. Elle promulgue en août 2010 une politique pour la jeunesse, visant à faciliter l’accès au travail et à agir pour l’emploi des  jeunes urbains vivant sans domicile à Accra, une métropole à la croissance démographique très forte. Le 4 janvier 2011, elle est nommée ministre du Tourisme, en remplacement de Zita Okaikoi. Elle devient ensuite ambassadrice du Ghana  en Allemagne.